# محافظة الأندلس الجديدة
محافظة الأندلس الجديدة (بالإسبانية: Gobernación de Nueva Andalucía)‏، كانت واحدة من مقاطعات الإمبراطورية الإسبانية الاستعمارية، وكانت تقع في جنوب أمريكا الجنوبية.

## التاريخ
تم إنشاء المحافظة كإحدى المنح التي قدمها الملك كارلوس الخامس في عام 1534، حيث أسس الأديلانتادو بيدرو دي مندوزا كأول حاكم لها، ورئيسها العام، ورئيس القضاة. تم وصف الإقليم بأنه يمتد 200 عصبة إلى أسفل ساحل المحيط الهادي من منحة دييغو دي ألماغرو من محافظة توليدو الجديدة، ولكن كان من المفهوم أنه ينطوي على استكشاف وتهدئة واستقرار ريو دي لا بلاتا على طول المحيط الأطلسي.
في حين أن محافظة الأندلس الجديدة تضمنت نظريًا كل من الأوروغواي وباراغواي الحالية وأجزاءًا كبيرة من تشيلي والأرجنتين والبرازيل، إلا أن الأديلانتادو لم يتمكنوا من استعمار نهر بارانا بفاعلية، وفقدوا أراضٍ أخرى بسبب المنح اللاحقة.
الانحلال
بعد إنشاء النيابة الملكية على بيرو في عام 1542، تم استبدال محافظة الأندلس الجديدة بمحافظة ريو دي لا بلاتا، تحت إشراف ريال أودينسيا ليما.